# Texaco Cup
La Texaco Cup va ser una competició futbolística on prenien part equips del Regne Unit i la República d'Irlanda que no s'havien classificat per les competicions europees. Els clubs irlandesos abandonaren la competició el 1973-74 i entre 1974 i 1975 competiren en una Texaco Cup autònoma. El nom de la competició es va deure al patrocini de l'empresa americana de petrolis Texaco, que obrí diverses estacions de servei durant aquell període.
La competició es convertí en Copa Anglo-escocesa a partir de 1975 un cop la companyia petrolera abandonà el patrocini.

## Historial
Les finals es disputaren a doble partit excepte el 1973-74. Es mostra el resultat agregat.
| Temporada | Vencedor                     | Finalista                | Marcador |
| 1971      | Wolverhampton Wanderers F.C. | Heart of Midlothian F.C. | 3-2      |
| 1972      | Derby County F.C.            | Airdrieonians F.C.       | 2-1      |
| 1973      | Ipswich Town F.C.            | Norwich City F.C.        | 4-2      |
| 1974      | Newcastle United F.C.        | Burnley F.C.             | 2-1      |
| 1975      | Newcastle United F.C.        | Southampton F.C.         | 3-1      |

### Texaco Cup irlandesa
| Temporada | Vencedor              | Finalista      | Marcador |
| 1974      | Portadown F.C.        | Bohemians F.C. | 5-3      |
| 1975      | Waterford United F.C. | Linfield F.C.  | 1-0      |